# 烟台焖子
烟台焖子是焖子的一种，烟台地区小吃，属于鲁菜系，以粗制地瓜淀粉为主要原料。将淀粉加水加热打冻，将冻切成小块，用锅煎到外边成焦状颜色由白变透明，并佐以虾油、酱油、芝麻酱、蒜汁等调料上桌即可。味道类似北京的煎灌肠。